# Cheng Siwei

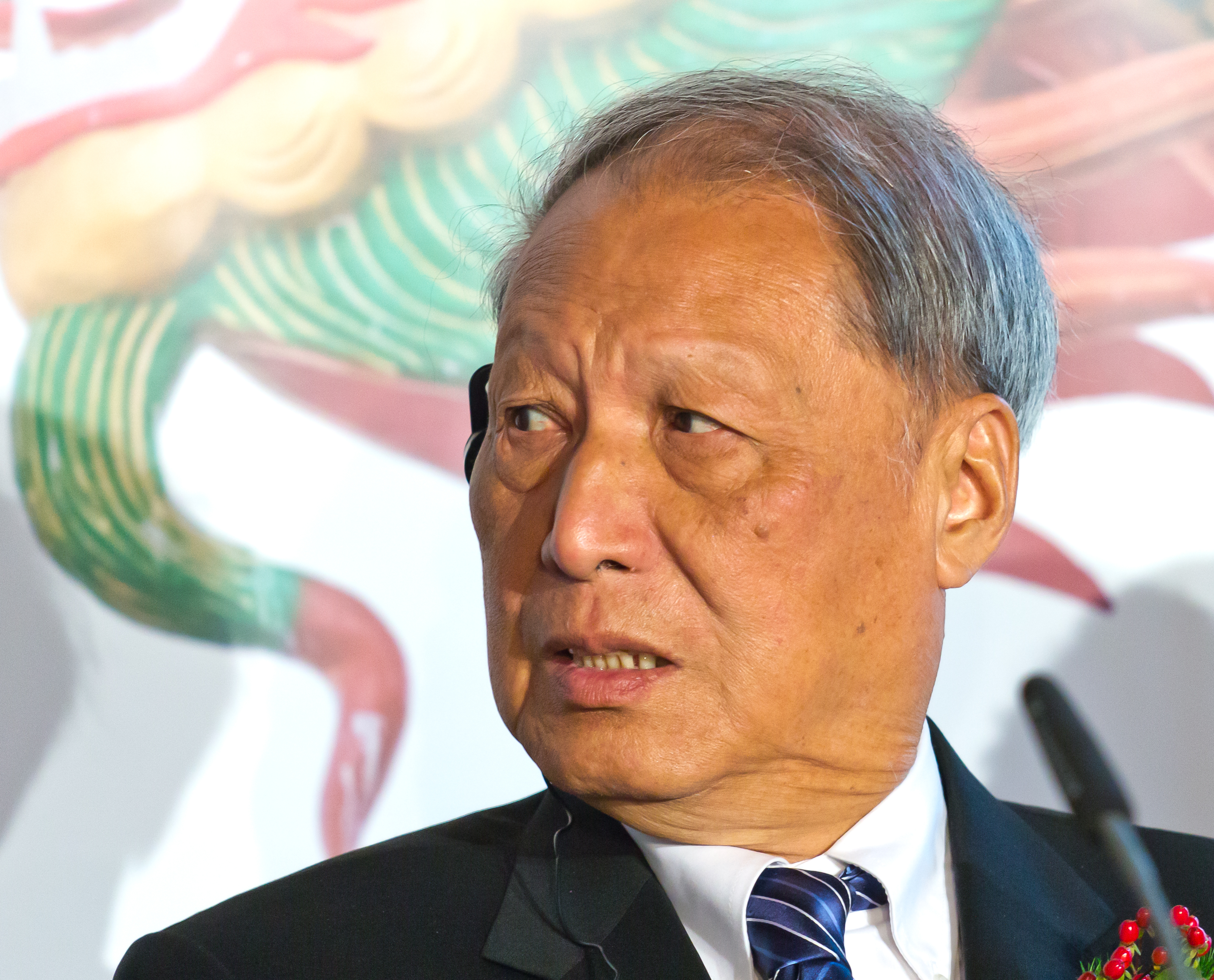
Cheng Siwei (2012)

Cheng Siwei (* 1935 in Xiangxiang, Hunan; † 12. Juli 2015) war ein chinesischer Politiker der Demokratischen Staatsaufbaugesellschaft Chinas (DNAC), einer der Acht demokratischen Parteien und Gruppen neben der Kommunistischen Partei Chinas, und war von 1998 bis 2008 unter anderem Vizevorsitzender des Ständigen Ausschusses des Nationalen Volkskongresses.

## Leben

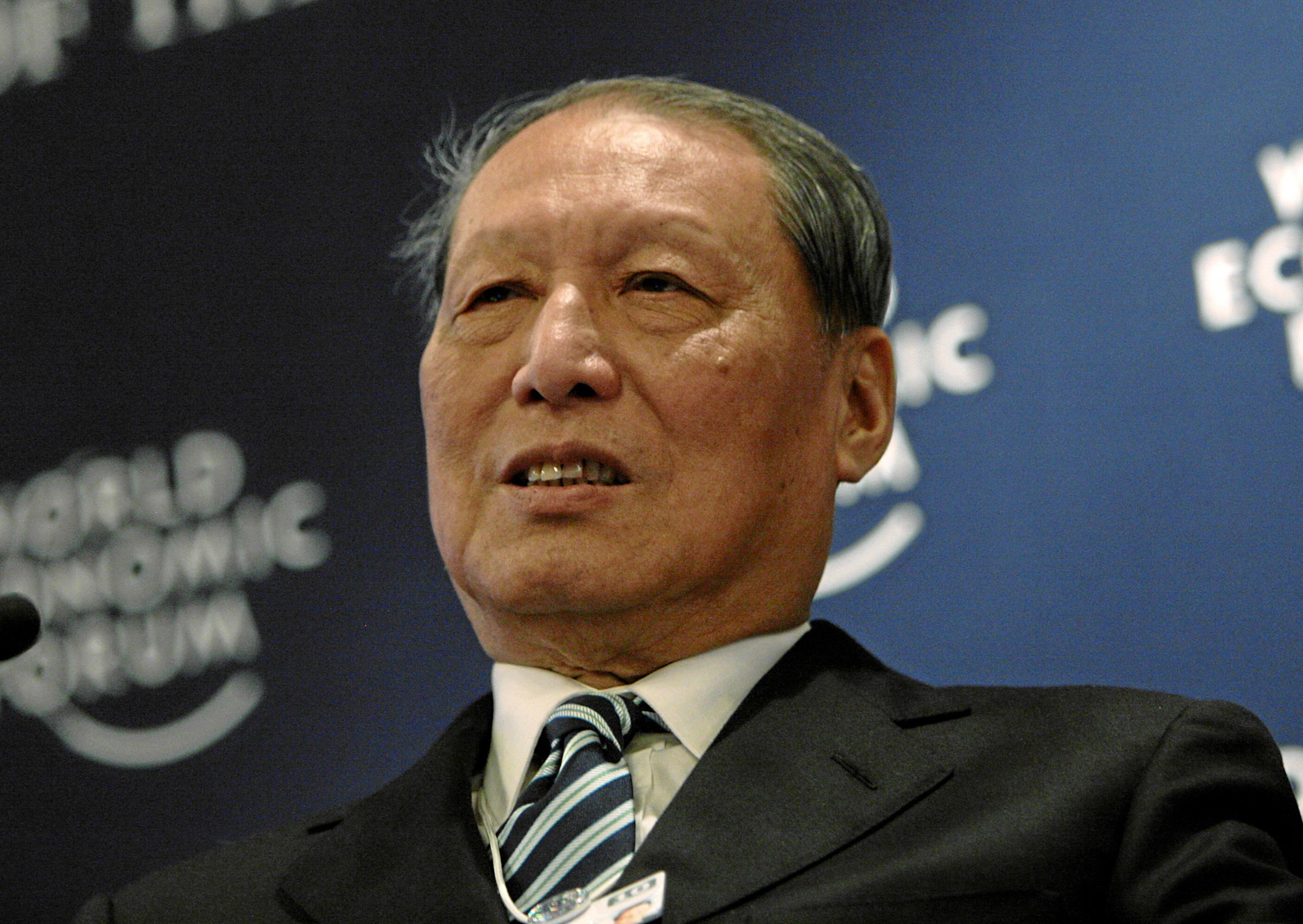
Siwei, World Economic Forum 2010

Nach dem Schulbesuch studierte Cheng Siwei von 1951 bis 1956 an der Technischen Universität Südchina in Guangzhou sowie am dortigen Institut für Ingenieurwesen. Danach war er von 1956 bis 1958 als Arbeiter im Forschungsinstitut für Chemieingenieurwesen in Shenyang beschäftigt, ehe er von 1958 bis 1973 als Ingenieur im Forschungsinstitut für Chemieingenieurwesen in Tianjin tätig war. Danach war er zwischen 1973 und 1981 Ingenieur in der Abteilung für Erdölchemie im Forschungsinstitut für Erdölchemieingenieurwesen, ehe er anschließend ein Studium an der University of California, Los Angeles (UCLA) absolvierte, das er 1984 mit einem Master of Business Administration (M.B.A.) abschloss.
Nach seiner Rückkehr nach China war er von 1984 bis 1993 Chefingenieur im Wissenschaftlich-Technologischen Büro des Ministeriums für chemische Industrie sowie zugleich von 1988 bis 1993 Vizevorsitzender des Wissenschaftlich-Technologischen Forschungsinstitutes dieses Ministeriums. Im Anschluss war er von 1994 bis 1996 Vizeminister im Ministerium für chemische Industrie.
Zeitgleich begann er mit seinem politischen Engagement und war zunächst von 1994 bis 1996 Vizevorsitzender des Zentralkomitees der Demokratischen Nationalen Aufbauvereinigung Chinas, einer von acht außerhalb der KPCh zugelassenen Parteien der Volksrepublik.
1996 wurde er dann Vorsitzender des Zentralkomitees der Demokratischen Nationalen Aufbauvereinigung Chinas und damit Parteivorsitzender. Diese Funktion bekleidete er bis zu seiner Ablösung durch Chen Changzhi im Dezember 2007.
Darüber hinaus war er zwischen 1998 und 2008 auch Vizevorsitzender des Ständigen Ausschusses des Nationalen Volkskongresses, einem 150-köpfigen Gremium des Nationalen Volkskongresses, das die Arbeit der Volksvertretung zwischen den Planersitzungen wahrnimmt. In diesem Amt folgte ihm ebenfalls Chen Changzhi.
Seit 2003 war er zudem Vorsitzender der Forschungsgesellschaft für „weiche Wissenschaften“ (China Soft-Science Research Society) sowie Direktor der Abteilung für Wissenschaftsmanagement der Nationalen Naturwissenschaftlichen Stiftung. Darüber hinaus war er Ehrenprofessor für Betriebswirtschaftslehre an der Universität Hongkong. Cheng Siwei war zuletzt Vorsitzender des Internationalen Finanzforums und traf in dieser Funktion am 26. Januar 2010 mit Petra Roth zusammen, der Oberbürgermeisterin von Frankfurt am Main.